# Всеукраїнський єврейський конгрес
Всеукраїнський єврейський конгрес (ВЄК) — неурядова громадська організація (НУО), створена 11 липня 1997 року для об'єднання єврейських організацій України та підтримки української єврейської громади. Засновником та керівником Всеукраїнського єврейського конгресу виступив проросійський український політик єврейського походження Вадим Рабінович; виконавчим директором ВЄК був проросійський український громадський діяч єврейського походження відомий своїми українофобськими поглядами Едуард Долінський.
З 2018 року керівництво Євро-азійського єврейського конгресу (член Світового єврейського конгресу відповідальний за Росію та її колишні колонії) виключило ГО ВААД України Йосифа Зісельса зі списку єврейських організацій з якими вони співпрацюють, замінивши ВААД України під керівництвом Зісельса на Всеукраїнський єврейський конгрес.
З 1997 по 2014 роки Всеукраїнський єврейський конгрес випускав російськомовну газету «ВЕК».

## Історія
Всеукраїнський єврейський конгрес (ВЄК) було створена 11 липня 1997 року. Засновником та керівником Всеукраїнського єврейського конгресу виступив проросійський український політик єврейського походження Вадим Рабінович. Як стверджував тоді Рабінович, він на створення ВЄК пожертвував $1 млн дол США.
Після заснування інші лідери українських єврейських організацій поставилися критично до створеного Рабіновічем ВЄК. Так як заявив у коментарі українським журналістам у 1999 році голова ВААД України Йосиф Зісельс, ВЄК просто став всього лише черговою єврейською організацією, з-понад 300, яка зняла з себе об'єднуючу функцію, перетворившися на фонд з фінансування окремих програм; Зісель стверджував що жоден орган ВЄК реально не працює. А у коментарі українським журналістам у 1999 році головний рабина України Якова Дов Блайха, заявив що "ВЄК не дбає ні про 100 тис. немічних українських євреїв України, ні про 16 єврейських шкіл".

## Керівництво
До керівниого складу Всеукраїнського єврейського конгресу входять:
- Президент: Вадим Рабінович (1997-донині)
- Виконавчий директор: Едуард Долінський (?-?)

## Членство у єврейських організаціях
- 2018-донині: Євро-Азійський єврейський конгрес[7]

У 2018 році, після того як спів-президент ВААД України Йосиф Зісельс виступив з заявою що саме Росія пролобіювала прийняття рішення 50 членів конгресу США про надуману «ґлорифікацію нацистських колаборантів», керівництво Євро-азійського єврейського конгресу (член Світового єврейського конгресу відповідальний за Росію та її колишні колонії) виключило ВААД України зі списку єврейських організацій з якими вони співпрацюють, замінивши ВААД України під керівництвом Зісельса та Адамовського на Всеукраїнський єврейський конгрес під керівництвом Вадима Рабіновіча. Сам Йосиф Зісельс заявив, що ВААД України вийшли зі складу Євро-азійського єврейського конгресу ще кількома місяцями раніше через порушення лідерством ЄАЄК «політичного нейтралітету».

## Члени конгресу
Членами конгресу станом на 2021 рік були:
- Всеукраїнський конгрес юдейських релігійних громад (засновник/президент - Вадим Рабінович)
- Всеукраїнська асоціація "Маккабі" (засновник/президент - Вадим Рабінович)
- Асоціація єврейських громад України (засновник/президент - Вадим Рабінович)
- Єврейський фонд України (засновник/президент - Олександр Фельдман)
- Український єврейський комітет (засновник/президент - Олександр Фельдман)

## Друкований орган
З 1997 року по 2014 рік Всеукраїнський єврейський конгрес випускав російськомовну газету «ВЕК».

## Проєкти
За словами одного зі спонсорів проросійського проєкту Меморіальний центр Голокосту «Бабин Яр» (МЦГБЯ) російського бізнесмена Павла Фукса, МЦГБЯ тісно співпрацює з усіма єврейськими організаціями, але передусім вона співпрацює з ВЄК Рабіновіча, президент якої, Вадим Рабінович, надає активну підтримку в переговорах та організаційному процесі діяльності МЦГБЯ.

## Критика

### Звинувачення у антиукраїнській діяльності
У 2005 році Голова Федерації патріотичних видань В. Яременко та Голова Української Консервативної партії Г.Щокін звинуватили Всеукраїнський єврейський конгрес (ВЄК) під керівництвом Рабіновича у антиукраїнськості, ігноруванні прав україномовних споживачів та дорікнули ВЄК тим, що організація "продукуює всі свої видання російською мовою".